# Podnoszenie ciężarów na Letnich Igrzyskach Olimpijskich 1984 – waga superciężka mężczyzn
Rywalizacja w wadze ponad 110 kg mężczyzn w podnoszeniu ciężarów na Letnich Igrzyskach Olimpijskich 1984 odbyła się 8 sierpnia 1984 roku w hali Gersten Pavilion. W rywalizacji wystartowało 9 zawodników z 7 krajów. Tytułu sprzed czterech lat nie obronił Sułtanbaj Rachmanow z ZSRR, który tym razem nie startował. Nowym mistrzem olimpijskim został Australijczyk Dean Lukin, srebrny medal wywalczył Mario Martinez z USA, a trzecie miejsce zajął Manfred Nerlinger z RFN.

## Wyniki
| Pozycja | Zawodnik               | Reprezentacja     | Waga   | Rwanie | Rwanie | Rwanie | Podrzut | Podrzut | Podrzut | Wynik |
| Pozycja | Zawodnik               | Reprezentacja     | Waga   | 1      | 2      | 3      | 1       | 2       | 3       | Wynik |
| ------- | ---------------------- | ----------------- | ------ | ------ | ------ | ------ | ------- | ------- | ------- | ----- |
| 1. !    | Dean Lukin             | Australia         | 138,55 | 167,5  | 172,5  | 175,0  | 227,0   | 240,0   | -       | 412,5 |
| 2. !    | Mario Martinez         | Stany Zjednoczone | 129,85 | 175,0  | 180,0  | 185,0  | 212,5   | 220,0   | 225,0   | 410,0 |
| 3. !    | Manfred Nerlinger      | RFN               | 130,45 | 170,0  | 175,0  | 177,5  | 220,0   | 220,0   | 235,0   | 397,5 |
| 4       | Joanis Tsindtsaris     | Grecja            | 130,55 | 155,0  | 155,0  | 162,5  | 185,0   | 200,0   | 200,0   | 347,5 |
| 5       | Batholomew Oluoma      | Nigeria           | 112,55 | 145,0  | 150,0  | 152,5  | 180,0   | 187,5   | 192,5   | 337,5 |
| 6       | Mosad Mosbah           | Egipt             | 110,05 | 145,0  | 145,0  | 150,0  | 180,0   | 180,0   | 185,0   | 330,0 |
| –       | Ironbar Bassey         | Nigeria           | 115,30 | 155,0  | 155,0  | 160,0  | 180,0   | -       | -       | —     |
| –       | Serafim Gramatikopulos | Grecja            | 110,05 | 140,0  | 145,0  | 145,0  | 170,0   | 170,0   | 170,0   | DSQ   |
| –       | Stefan Laggner         | Austria           | 136,35 | 170,0  | 175,0  | 175,0  | 215,0   | 222,5   | 222,5   | DSQ   |